# Storia della Bolivia coloniale
La storia della Bolivia coloniale si riferisce al periodo in cui il territorio appartenente all'attuale Bolivia era sotto la diretta dominazione spagnola.

## Conquista spagnola della Bolivia

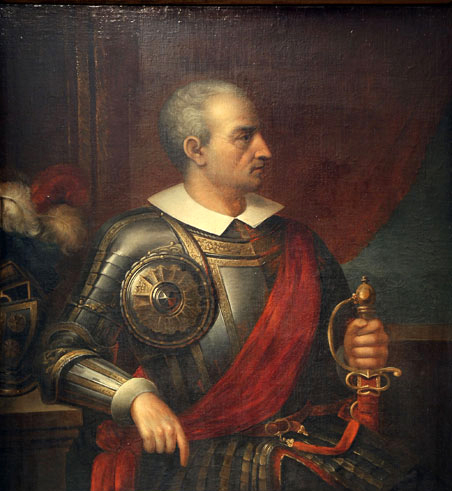
Diego de Almagro

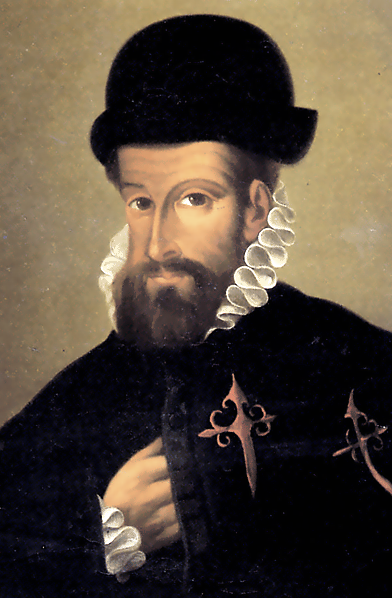
Francisco Pizarro

Francisco Pizarro, Diego de Almagro e Hernando de Luque portarono gli spagnoli a conquistare l'Impero Inca. Inizialmente navigarono verso sud nel 1524 lungo il Pacifico da Panama alla ricerca dell'esistenza della leggendaria terra dell'oro chiamata Biru, che in seguito divenne Perù.
Data la rapidità nella sottomissione completa dell'Impero Inca, la conquista fu molto facile. Dopo la morte dell'Inca Huayna Cápac nel 1527, i suoi figli Huáscar e Atahualpa combatterono per la successione. Il secondo vinse la battaglia, ma, prima ancora di consolidare il proprio potere, gli Spagnoli, guidati dal conquistador Francisco Pizarro arrivarono nel 1532. Atahualpa non cercò inizialmente di fermarli probabilmente in quanto non credeva nella possibilità che potessero conquistare il Tawantinsuyu. Atahualpa e i suoi uomini furono sconfitti nella battaglia di Cajamarca (Perù) il 16 novembre 1532 e Atahualpa, nonostante la richiesta di un ricchissimo riscatto, venne giustiziato a Cusco, che era stata fino ad allora, la capitale dell'Impero Inca.
A seguito della veloce vittoria di Pizarro, i nativi iniziarono a ribellarsi e continuarono periodicamente durante il periodo coloniale.  Nel 1537 Manco Inca, che gli spagnoli appoggiarono in quanto molto giovane, si ribellò contro i nuovi governanti e ripristinò un nuovo stato Inca nei pressi di Vilcabamba che sopravvisse fino alla cattura ed esecuzione di Túpac Amaru nel 1572. Le ultime rivolte tra le montagne della Bolivia furono organizzate dagli anziani della comunità e rimasero di dimensione locale. L'unica eccezione fu la rivolta di Túpac Amaru II nel XVIII secolo.
Durante le due prime decadi di governo spagnolo, l'Alto Perù (o Charcas) - come conosciuta all'epoca il territorio montagnoso boliviano - fu terreno di una guerra civile tra le forze di Pizarro e quelle di Almagro. Il nord era sotto il controllo di Pizarro e il sud sotto quello di Almagro. I combattimenti cessarono nel 1537, anno nel quale Almagro conquistò Cusco e represse la rivolta di Manco Inca. Pizarro sconfisse ed uccise Almagro nel 1538, ma venne lui stesso assassinato tre anni dopo dagli uomini di Almagro. Il fratello di Francisco Pizarro, Gonzalo Pizarro, assunse il controllo dell'Alto Perù, ma presto venne coinvolto in una ribellione contro i Reali Spagnoli. Solo con l'esecuzione di Gonzalo Pizarro nel 1548 la Spagna ricostituì la propria autorità e fece fondare la città di La Paz che presto divenne un importante centro commerciale e di trasbordo.
La resistenza dei nativi ritardò la conquista e la colonizzazione delle pianure boliviane. Gli spagnoli fondarono la città di Santa Cruz de la Sierra nel 1561, ma il Chaco rimase una violenta frontiera tra le forze coloniali. Nel Chaco, gli Indios, soprattutto i Chiriguano, riuscirono a mantenere un diretto controllo degli spagnoli.

## L'amministrazione spagnola
L'Alto Perù (o Charcas) fu governato dal Viceré di Lima. I governanti locali venivano dall’Audencia de Carcas situata a Chiquisaca (La Plata, l'attuale Sucre). Le miniere d'argento producevano una parte importante delle ricchezze dell'Impero Spagnolo e Potosí, città nei pressi della famosa miniera di Cerro Rico (montagna ricca), fu la città più grande dell'emisfero occidentale.
La longevità dell'Impero Spagnolo nell'America del sud può essere spiegata anche dal successo dell'amministrazione delle colonie. La Spagna era interessata nel controllo dei conquistatori che si sentivano maggiormente indipendenti, ma l'obiettivo principale divenne presto il mantenimento del flusso delle entrate alla Corona e la raccolta di beni e forza lavoro dalle popolazioni native. Per questo, gli spagnoli crearono un'elaborata burocrazia nel Nuovo Mondo nel quale varie istituzioni avevano il compito di vigilare sulle altre e gli ufficiali locali avevano una considerevole autonomia.

### Autonomia dell'Alto Perù

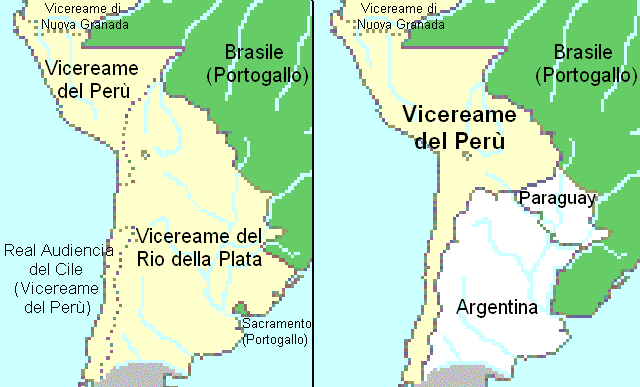
Vicereame del Perù prima e dopo l'indipendenza dell'Argentina (1816)

L’Alto Perù, inizialmente parte del Viceregno del Perù, si unì al Vicereame del Río de la Plata (la cui capitale era Buenos Aires) quando fu costituito nel 1776. Il viceré era coadiuvato da un consiglio (Audiencia), che ricopriva il potere giudiziario (in quanto costituiva la più alta corte d'appello nella giurisdizione) e, in caso di assenza del viceré, amministrava anche il potere esecutivo. Le ricchezze provenienti dall'Alto Perù e la sua lontananza da Lima convinse le autorità di quest'ultima città a creare un'Audiencia nella città di Chuquisaca (l'attuale Sucre) nel 1558. Chiquisaca divenne particolarmente importante come centro amministrativo ed agricolo di Potosí. La giurisdizione della Real Audiencia de Charcas, ricopriva un territorio di raggio di 100 leghe (circa 1.796 km²) attorno a Chuquisaca, ma incluse presto Santa Cruz de la Sierra e il territorio appartenente all'attuale Paraguay e, fino al 1568, anche l'intero distretto di Cusco. Il Presidente dell'Audiencia aveva autorità giudiziaria, amministrativa e gestiva il potere esecutivo nelle faccende di routine, mentre le decisioni più importanti venivano prese a Lima. Questa situazione portò ad un'attitudine competitiva e alla reputazione dell'Alto Perù di assertività, condizione rinforzata dall'importanza economica della regione.
La Spagna esercitava il proprio controllo sulle unità amministrative minori attraverso ufficiali reali (Corregidor) che rappresentavano il Re nel governo municipale e che erano eletti dai propri cittadini. All'inizio del XVII secolo, nell'Alto Perù c'erano 4 Corregidor.
Nel tardo XVIII secolo, la Spagna intraprese una riforma amministrativa per aumentare i guadagni alla corona e diminuire il numero di abusi. Creò un sistema di sovrintendenze, dando un potere esteso a ufficiali qualificati, direttamente responsabili di fronte al re. Nel 1748 la Spagna istituì quattro sovrintendenze nell'Alto Perù che coprivano gli attuali dipartimenti di La Paz, Cochabamba, Potosí e Chuquisaca.
La corona spagnola controllò all'inizio i governi locali solo indirettamente, poi vennero adottate procedure centraliazzate. Inizialmente il viceré Francisco de Toledo confermò i diritti dei nobili locali ai quali garantì massima autonomia e controlli ridotti. La corona istituì l'autorità del Corregidor de Indios, per raccogliere tributi e tasse dai nativi. Questi ufficiali importavano beni dalla Spagna e costringevano i nativi a ricomprarli riuscendo a guadagnare ingenti somme, ma causando molto risentimento tra la popolazione nativa.

### Il cristianesimo

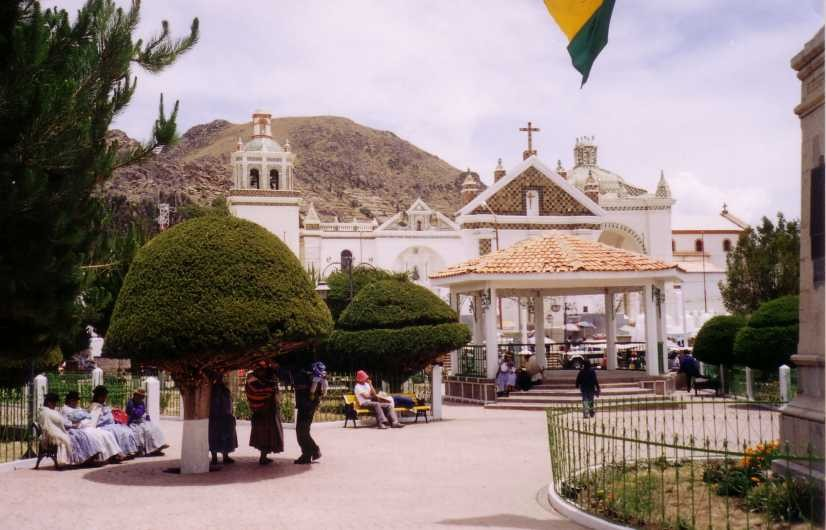
Santuario di Copacabana, sulle rive del Lago Titicaca

Con i primi coloni nell'Alto Perù, arrivò anche il clero regolare e secolare per convertire i nativi al Cristianesimo. Nel 1552 venne istituito il primo vescovado nell'Alto Perù a La Plata (attuale Sucre), seguita da quelli di La Paz e Santa Cruz de la Sierra nel 1605. Nel 1623 i Gesuiti fondarono l’Alta Università Reale e Pontificia di San Francesco Saverio di Chuquisaca, la prima università dell'Alto Perù.
Le reazioni dei nativi alla colonizzazione e alla conversione alla cristianità furono differenti. Molti adottarono uno stile di vita conforme a quello spagnolo rompendo ogni legame con la loro cultura tradizionale cercando di entrare nella logica dell'economia di mercato e utilizzando la giustizia spagnola per proteggere i loro interessi, specialmente contro l'istituzione di nuovi tributi. Altri, comunque, rimasero aggrappati alle loro tradizioni per quanto gli era possibile. Alcuni si ribellarono contro i coloni e, solo nel territorio compreso dalle attuali Bolivia e Perù nel XVIII secolo, vi furono oltre 100 rivolte, ma senza un'azione coordinata e di rilevanza esclusivamente locale.
Anche se le religione inca scomparve rapidamente, i nativi continuarono i loro culti sotto la protezione di alcuni governati locali anch'essi nativi. Il cristianesimo influenzò comunque la loro religiosità e venne sviluppato una nuova forma di cattolicesimo incorporando simboli indigeni. Così come i primi indiani ribelli erano anticristiani, le rivolte a partire dalla fine XVI secolo utilizzavano un simbolismo cattolico, ma antispagnolo. La chiesa fu tollerante con questo sincretismo e lo è tuttora accettando immagini tradizionali nelle funzioni e nelle processioni. Nel 1582 il vescovo di La Plata (attuale Sucre) permise ai nativi di costruire un santuario per la Virgen de Copacabana centro religioso tradizionale Aymara, sulle rive del Lago Titicaca.

## Malcontenti e rivolte
La conquista, comunque, si rivelò un'esperienza traumatica per la maggior parte della popolazione nativa. Milioni di nativi vennero uccisi e molti si ammalarono facilmente di malattie non autoctone importate dall'Europa che spesso intenzionalmente gli attaccavano. La situazione peggiorò ulteriormente nel XVIII secolo quando la Spagna aumentò i tributi e fece di tutto per aumentare la produzione delle miniere. Questi profondi cambiamenti sociali ed economici e la rottura della cultura nativa contribuirono alla diffusione dell'uso dell'alcol. Prima dell'arrivo degli spagnoli, gli Inca consumavano alcol e carne solo durante cerimonie religiose. Anche l'uso della foglia di coca si diffuse al punto che, come scrisse un cronista dell'epoca, nel XVI secolo solo a Potosí, il commercio della coca superò un milione di pesos annuo, per 95.000 cesti consumati.

### Rivolte dei nativi
Lo scontento nativo che incrementava contro i regnanti coloniali sfociò nella grande rivolta di Túpac Amaru II. Questi, discendente di Túpac Amaru, di lingua spagnola e di educazione gesuita, negli anni 1770 fece presente il trattamento che il Corregidor de Indio nei confronti dei nativi era disumano e che questi versavano in condizioni di povertà estrema. La protesta si trasformò in una rivolta che coinvolse circa 60.000 nativi degli attuali territori peruviani e boliviani. Egli ribadiva che il suo era un movimento riformista che non cercava di desautorare gli spagnoli, ma un'indipendenza da essi per garantire una vita più dignitosa ai nativi. Finì con l'esecuzione di Túpac Amaru II per squartamento nel 1781.
La rivolta continuò comunque soprattutto nell'Alto Perù dove, Tomás Katari, sostenitore di Túpac Amaru II, condusse una rivolta a Potosí nel 1780. Venne ucciso dagli Spagnoli un mese dopo Túpac Amaru II. Un'altra rivolta importante fu condotta da Julián Apaza, un sagrestano che si fece chiamare Túpac Catari, prendendo il nome dei due martiri ribelli. Assediò La Paz per oltre 100 giorni. La Spagna riuscì solo nel 1783 a mettere a tacere ogni rivolta dopo avere ucciso migliaia di indios.

### I creoli
Nel tardo XVIII secolo, crebbe il malcontento tra i creoli (criollos), persone di discendenza spagnola, ma nati nel nuovo mondo.  Questi assunsero un ruolo attivo nell'economia, specialmente nel settore minerario ed agricolo, risentendo delle barriere stabilite dalle politiche mercantili della corona. Inoltre i creoli erano irritati dal fatto che la Spagna riservava tutti i posti amministrativi di livello medio-alto agli spagnoli (nati in Spagna). Anche le profonde modificazioni culturali provenienti dall'Europa quali l'illuminismo e la rivoluzione francese contribuirono a enfatizzare e ad ampliare il malcontento dei creoli. Questo diede la spinta decisiva all'indipendenza della Bolivia.